# Rajendra II Deva
Rajendra Cola II fou un rei cola successor del seu germà gran Rajadhiraja Chola en el segle xi (1054-1063). És sobretot recordat per la seva participació en la batalla de Koppam juntament amb el seu germà gran on dramàticament va girar el curs de la batalla contra el rei Chalukya Someshvara I, després de la mort del seu germà, el 1054. Durant el seu regnat primer va dirigir una expedició a Ceilan, en el curs del qual l'exèrcit singalès fou derrotat i el seu rei Vijayabahu I es va veure obligat a refugiar-se en una fortalesa a la muntanya. Va mantenir l'imperi Chola intacte; les diverses referències contemporànies del seu regnat mostren que els Chola no van patir cap pèrdua de territori durant el seu període.

## Batalla de Koppam
Les forces Chola estaven batallant contra l'exèrcit Chalukya a Koppam (Koppal) situada al riu Tungabhadra els anys 1053–54 d.C. Rajadhiraja dirigia en persona l'exèrcit Chola des d'un elefant de guerra per ajudar a reagrupar els Chola en retirada. El príncep Rajendra, el germà petit de Rajadhiraja, esperava a la reserva. L'exèrcit Chalukya es va concentrar sobre l'elefant que portava el rei Chola i el va ferir mortalment. Veient caure mort l'emperador, l'exèrcit Chola es va retirar desordenadament. En aquell moment Rajendra va entrar en combat. L'exèrcit Chalukya es va tornar a concentrar contra el líder. Rajendra II era tan valent com el seu pare i era un líder natural. De seguida va adonar-se que, amb la mort del seu rei Rajadhiraja-I, l'exèrcit Chola estava desordenat, va anunciar que prenia el tron Chola i va ordenar a l'exèrcit que continuessin la lluita sense defallir. La seva resposta ràpida en decidir de dirigir des del front de la batalla va tornar a animar el seu exèrcit, que tenia entre els seus rangs alguns generals que havien servit l'exèrcit Chola des de les èpoques de Raja Raja I i Rajendra Cola I. L'exèrcit Chalukya no s'esperava aquella reacció d'un exèrcit que acabava de perdre el seu líder i no van poder reaccionar. Se sap per inscripcions de Rajendra II, que el seu germà gran Rajadhiraja I fou mort a la batalla de Koppam, on havia participat Rajendra-II amb els seus altres germans. També es diu que Rajendra II havia estat ferit al principi i s'havia retirat de la batalla, però que havia tornat i va capgirar la batalla contra els Ahavamalla (Someshvara-I, que s'autoanomenava 'Trailokyamalla' – senyor de tres mons). Al final de la batalla, els Chalukya havien estat derrotats i nombrosos oficials del seu exèrcit eren morts al camp de batalla.

## Pujada al poder

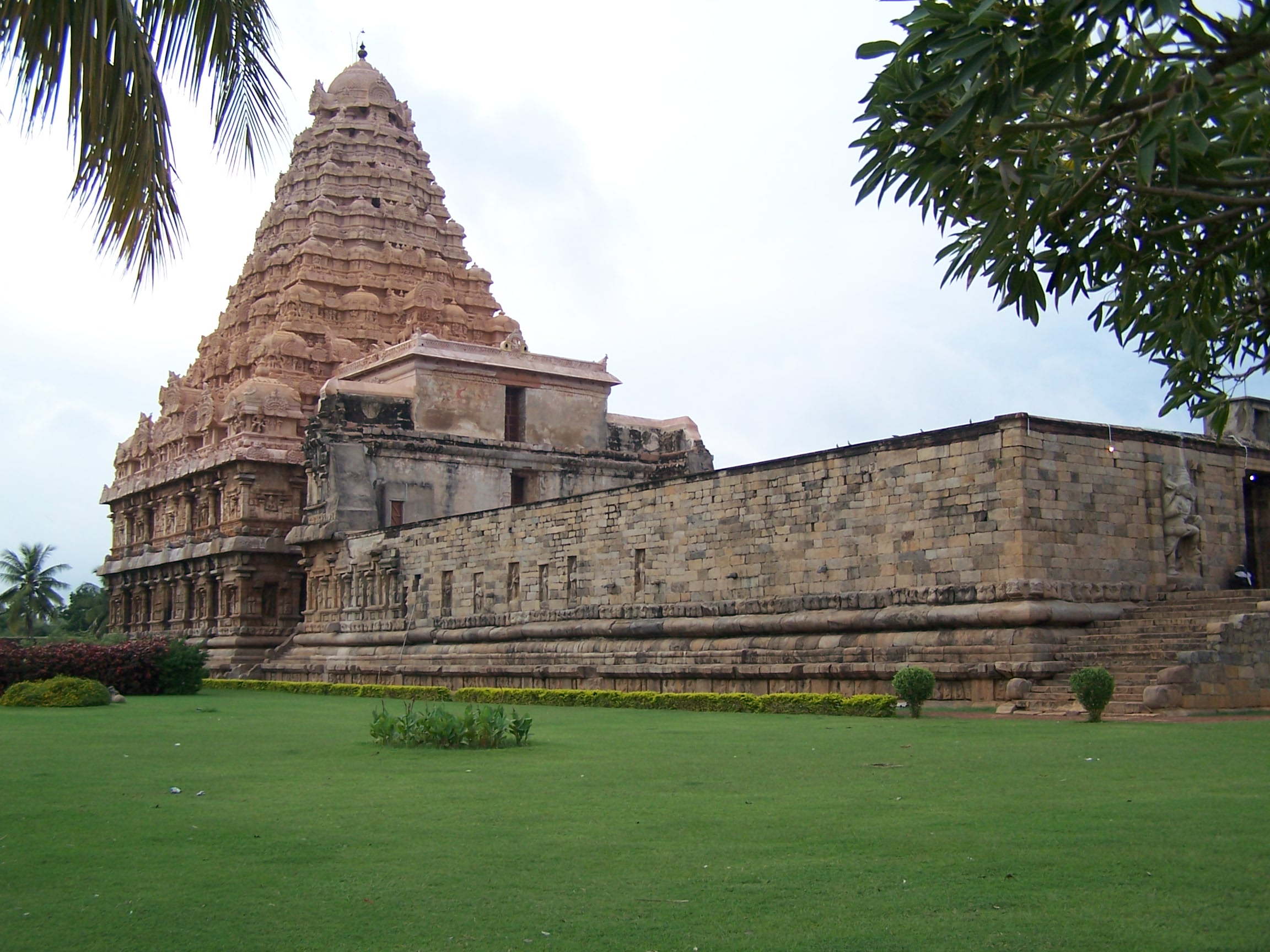
Gangai Konda Cholapuram

Rajendra II, que havia estat nomenat pel seu germà gran Rajadhiraja Cola I com a hereu per sobre dels seus propis fills, es va proclamar rei al camp de batalla de Koppam després de la seva victòria.
S'ha de notar però que la versió anterior de la batalla Koppam es troba només en les inscripcions Chola. cronistes contemporanis Chalukya guarden silenci sobre aquesta batalla. Un relat Chalukya de la batalla només es troba en una posterior inscripció de data 1071, que relata aquest incident després d'una pausa de gairebé 15 anys i que només esmenta la mort de Rajadhiraja.
Més tard l'obra poètica cola  Kalingathuparani  i  Vikramcholan Ula  descriuen aquesta batalla amb gran detall.

## Altres batalles Chalukya
Els Chalukya, ansiosos per acabar amb la vergonya de Koppam, van envair el país Chola amb una gran força el 1062. Els exèrcits es van trobar al riu Muddakaru (en la unió del riu Tungabhadra i el riu Krishna). El comandant Chalukya Dandanayaka Valadeva va morir i els Chola dirigits per Rajamahendra van resistir a la invasió. Virarajendra Cola també va estar present a la batalla lluitant al costat de Rajamahendra.
L'expedició Chalukya Occidental per prendre Vengi també va ser frustrada pels Chola en el mateix camp de batalla. Posteriorment, Someshwara I també va enfrontar l'exèrcit Chola sota Rajendra II i Virarajendra a Kudalasangamam i el resultat va ser una altra dura derrota del rei Chalukya.

## Patró d'Art
Quan era co-regent amb el seu germà gran, Rajadhiraja Cola, va compartir la càrrega de treball d'aquest últim en els assumptes interns de l'estat. Fou un gran patró de la dansa i el teatre, i sabem de diverses ocasions en els quals va animar a diversos artistes i poetes. Per exemple, es va aprovar una ordre real en el quart any del seu regnat per proporcionar arròs i una altra ració a Santi Kuttan Tiruvalan Tirumud Kunran àlies Vijaya Rajendra Acharyan per la promulgació de Rajarajeswara Natakam (un musical), al temple Brihadeeswarar a Thanjavur d'acord amb això, el ballarí va aconseguir 120 kalam d'arròs per a aquest fi i que ell i els seus descendents podrien dur a terme el musical amb regularitat durant el festival anual

## Vida personal
La seva inscripció datada en el quart any del seu regnat, quan encara era un co-regent del seu germà gran, dona una idea de la seva gran família. Va conferir el títol Karikala Solan al seu germà més jove Vira-Solan que era en aquest moment senyor de Kozhi (Uraiyur). Va conferir el títol de Cola Janakarajan al seu fill Kadarangkonda Cola. Al seu fill Irattapadikonda Cola, que era un important suport del poble tàmil, li va donar el títol de Cola-Kannakuchchiyarajan (Kanyakubja)

## Conquestes
Rajendra II com els seus predecessors, ja tenia el control del regne Pandya. Després de vèncer al Chalukya Someshvara I, va emprendre una nova expedició a Kalinga, així com a Ilangai (Ceilan) on el rei va ser ajudat pel rei de Kalinga Vira Salamegha. També tenia sota el seu control altres províncies com Ayodhya, Kanyakubja, Rattapadi i Kadaram. En la guerra de Kalinga, el rei d'aquest país va morir i van ser capturats els dos fills del rei singalès.